# Liste der Monuments historiques in Vigneux-sur-Seine
Die Liste der Monuments historiques in Vigneux-sur-Seine führt die Monuments historiques in der französischen Gemeinde Vigneux-sur-Seine auf.

## Liste der Bauwerke
| Bezeichnung               | Beschreibung | Standort | Kennzeichnung | Schutzstatus | Datum | Bild           |
| ------------------------- | ------------ | -------- | ------------- | ------------ | ----- | -------------- |
| Menhir Pierre à Mousseaux |              | (Lage)   | PA00088033    | Classé       | 1989  | weitere Bilder |

## Liste der Objekte
| Bezeichnung | Beschreibung                   | Standort                                | Kennzeichnung | Schutzstatus | Datum | Bild |
| ----------- | ------------------------------ | --------------------------------------- | ------------- | ------------ | ----- | ---- |
| Taufbecken  | Kalkstein, 12./13. Jahrhundert | in der Kirche St-Pierre-ès-Liens (Lage) | PM91002734    | Inscrit      | 2000  |      |